# Still Crazy After All These Years
Still Crazy After All These Years ist ein Musikalbum von Paul Simon.

## Geschichte
Paul Simon nahm dieses Album 1975 auf und zeigte fünf Jahre nach der Trennung des Duos Simon & Garfunkel, dass er weiterhin zu den herausragenden Songwritern des amerikanischen Musikgeschäfts zählte. Bei dem Song My Little Town standen Paul Simon und Art Garfunkel erstmals seit der Trennung 1970 wieder gemeinsam im Studio.
Der ersten Singleauskoppelung Gone at Last war nur ein durchschnittlicher Erfolg beschieden. Nachdem das Album jedoch den ersten Platz der Albumcharts in den USA erreicht hatte, konnte 1976 als zweite Singleauskoppelung auch 50 Ways to Leave Your Lover den ersten Platz der Singlecharts erreichen. Der Song wurde mit dem Titel 50 Tips ihn zu verlassen von Ulla Meinecke auf deutsch gesungen.
Bei der Grammyverleihung 1976 erhielt Paul Simon dann einen Grammy für das beste Album und wurde als Sänger des Jahres gekürt. Fünf Jahre nach Bridge over Troubled Water war Paul Simon erneut der große Gewinner der Grammyverleihung. Einen dritten Grammy Award für das beste Album des Jahres erhielt er dann 1987 für Graceland. Bei der Preisverleihung 1976 bedankte er sich bei Stevie Wonder, der in diesem Jahr kein Album herausgebracht hatte und deshalb nicht mit Paul Simon konkurrierte. Wonder hatte die letzten beiden Jahre die Preise für das beste Album erhalten und gewann ein Jahr später erneut für Songs in the Key of Life.

## Titelliste
Alle Lieder wurden von Paul Simon geschrieben und komponiert.
LP Seite 1
1. Still Crazy After All These Years – 3:26
2. My Little Town – 3:51
3. I Do It For Your Love – 3:35
4. 50 Ways to Leave Your Lover – 3:37
5. Night Game – 2:58

LP Seite 2
1. Gone at Last – 3:40
2. Some Folks' Lives Roll Easy – 3:14
3. Have a Good Time – 3:26
4. You're Kind – 3:20
5. Silent Eyes – 4:12

### Bonus Lieder auf der CD
2004 wurde das Album auf CD wiederveröffentlicht und zwei Bonustracks hinzugefügt: eine Demo-Version von Slip Slidin' Away, das erstmals auf dem Greatest Hits Etc. Album 1977 veröffentlicht wurde, sowie eine Demo-Version von Gone at Last.